# Klädesholmens kyrka
Klädesholmens kyrka är en kyrkobyggnad belägen på Koholmen i Klädesholmens samhälle, Tjörns kommun. Den tillhör Rönnängs församling i Göteborgs stift och Svenska kyrkan.

## Kyrkobyggnaden
Kyrkan i nyklassisk stil har vitmålad träpanel och tegeltak. Den invigdes som kapell 1793 och är därmed Tjörns äldsta nu brukade kyrka. Den ingår i den serie av kustkyrkor som uppfördes längs Bohuskusten i slutet av 1700-talet i samband med den stora sillperioden 1747–1809.  
Planen består av ett enskeppigt långhus, ett rakavslutat kor i öster med samma höjd och bredd, en sakristia intill korets nordvägg samt ett lågt torn i väster med pyramidtak. Tornets bottenvåning fungerar som vapenhus. Exteriören är i stort sett oförändrad sedan byggnadstiden. Innertaket är tunnvälvt och vitmålat liksom väggarna. 

## Inventarier
- Altarmålningen är i olja och avbildar korsfästelsen och uppståndelsen.
- Dopfunten i grå huggen bohusgranit är från 1916.
- Predikstolen, daterad 1797, har förgyllda pilastrar och blåmålade fält.
- Dopskålen av nysilver är från 1890.

### Orgel
- 1906 byggdes en orgel av Olof Hammarberg, Göteborg och hade 5 stämmor.
- 1947 byggde John Grönvall Orgelbyggeri, Lilla Edet en pneumatisk orgel. Fasaden är från 1906 års orgel.

| Huvudverk I   | Svällverk II      | Pedal      | Koppel   |
| Principal 8´  | Rörflöjt 8´       | Subbas 16´ | I/P      |
| Gedackt 8'    | Salicional 8'     |            | II/P     |
| Oktava 4'     | Gemshorn 4'       |            | II/I     |
| Oktava 2'     | Nasard 2 2/3'     |            | II 16'/I |
| Mixtur 1 1/3' | Blockflöjt 2'     |            | II 4'/I  |
|               | Ters 1 3/5'       |            |          |
|               | Crescendosvällare |            |          |

- Den nuvarande orgeln har tolv stämmor, två manualer och pedal. Den byggdes 1989 av Hammarbergs Orgelbyggeri AB, Göteborg och innehåller pipmaterial från äldre orglar. Orgeln är mekanisk och fasaden är från 1906 års orgel.[1]

Orgelns Disposition:
| Manual I C-g3 | Manual II C-g3  | Pedal C-f1 | Koppel |
| Rörflöjt 8'   | Fugara 8'       | Subbas 16' | I/P    |
| Principal 4'  | Gedakt 8'       | Borduna 8' | II/P   |
| Hålflöjt 4'   | Koppelflöjt 4'  |            | II/I   |
| Oktava 2'     | Flautino 2'     |            |        |
| Mixtur III    | Sesquialtera II |            |        |
|               | Tremulant       |            |        |